# Soort-oppervlakte kromme

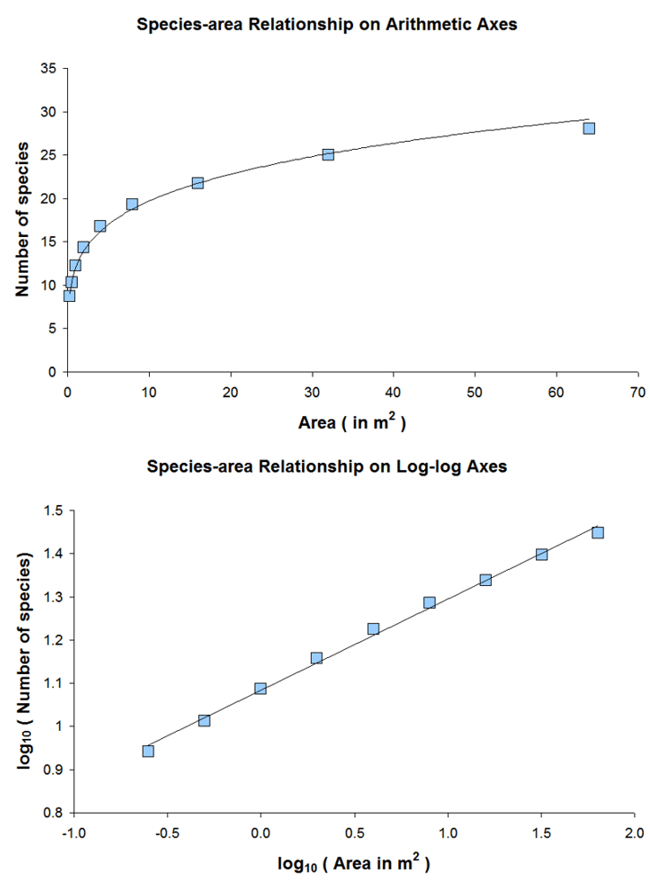
De soort-oppervlakte relatie in een aaneengesloten leefgebied.
Op de horizontale as (X-as) staat de oppervlakte van een onderzocht stuk leefgebied, op de verticale as (Y-as) het aantal soorten dat is aangetroffen.Boven: de kromme. Onder: De rechte lijn die ontstaat bij log-log transformatie.

In de ecologie, is de soort-oppervlakte kromme of soort-oppervlakte relatie de relatie tussen de oppervlakte van een deel van een aaneengesloten leefgebied (habitat) dat is onderzocht en het aantal binnen dit deel gevonden soorten. Hoe groter het onderzochte gebied, hoe meer soorten er worden aangetroffen en de relatie tussen grootte en soortenaantal blijkt steeds goed te beschrijven met een relatief eenvoudige wiskundige formule die in 1962 door werd geformuleerd door Frank Preston.
{\displaystyle S=cA^{z}}
Hierin is {\displaystyle A} de oppervlakte en {\displaystyle S} het aantal soorten en {\displaystyle z} is de exponent. De constante {\displaystyle c} hangt af van de gebruikte eenheden voor de oppervlakte.
Deze wiskundige relatie is niet afhankelijk van de groep organismen die wordt bestudeerd of de manier waarop het onderzoek wordt uitgevoerd. Meestal wordt het onderzoek uitgevoerd van een bepaald type organismen zoals vaatplanten of alle soorten met een vergelijkbare plaats in de voedselpiramide (van hetzelfde trofische niveau) in hetzelfde leefgebied. Deze relatie wordt zelden gekwantificeerd voor alle type organismen binnen een leefgebied, eenvoudigweg omdat dit veel te tijdrovend zou zijn.
Frank Preston (1962) pleitte ervoor de relatie te presenteren als de logaritme van de X-waarden {\displaystyle A} tegen de logaritme van de Y-waarden {\displaystyle S}. Dan ontstaat een rechte lijn waarvan de hoek de waarde van de exponent {\displaystyle z} weergeeft.
{\displaystyle \log(S)=c+z\log(A)=\log(cA^{z})}